# Leichtathletik-Weltmeisterschaften 2011/Teilnehmer (Italien)
| Gelbes Symbol für Goldmedaillen mit stilisierten Olympischen Ringen | Graues Symbol für Silbermedaillen mit stilisierten Olympischen Ringen | Braundes Symbol für Bronzemedaillen mit stilisierten Olympischen Ringen |
| ------------------------------------------------------------------- | --------------------------------------------------------------------- | ----------------------------------------------------------------------- |
| —                                                                   | —                                                                     | 2                                                                       |

Der italienische Leichtathletik-Verband stellte bei den Leichtathletik-Weltmeisterschaften 2011 im koreanischen Daegu 30 Teilnehmer.

## Ergebnisse

### Männer

#### Laufdisziplinen
| Athlet                                                        | Disziplin    | Vorlauf      | Vorlauf | Halbfinale    | Halbfinale    | Finale        | Finale        |
| Athlet                                                        | Disziplin    | Zeit         | Platz   | Zeit          | Platz         | Zeit          | Platz         |
| ------------------------------------------------------------- | ------------ | ------------ | ------- | ------------- | ------------- | ------------- | ------------- |
| Daniele Meucci                                                | 5000 m       | 13:39,90 min | 12      |               |               | 13:29,11 min  | 10            |
| Daniele Meucci                                                | 10.000 m     |              |         |               |               | 28:50,28 min  | 12            |
| Emanuele Abate                                                | 110 m Hürden | 13,63 s      | 21      | ausgeschieden | ausgeschieden | ausgeschieden | ausgeschieden |
| Ruggero Pertile                                               | Marathon     |              |         |               |               | 2:11:57 h     | 8             |
| Giorgio Rubino                                                | 20 km Gehen  |              |         |               |               | DSQ           | DSQ           |
| Alex Schwazer                                                 | 20 km Gehen  |              |         |               |               | 1:21:50 h SB  | 9             |
| Marco De Luca                                                 | 50 km Gehen  |              |         |               |               | 3:49:40 h SB  | 11            |
| Jean-Jacques Nkouloukidi                                      | 50 km Gehen  |              |         |               |               | 3:52:35 h PB  | 15            |
| Michael Tumi Simone Collio Emanuele Di Gregorio Fabio Cerutti | 4 × 100 m    | 38,41 s SB   | 7       |               |               | 38,96 s       | 5             |

#### Sprung/Wurf
| Athlet            | Disziplin  | Qualifikation | Qualifikation | Finale        | Finale        |
| Athlet            | Disziplin  | Weite/Höhe    | Platz         | Weite/Höhe    | Platz         |
| ----------------- | ---------- | ------------- | ------------- | ------------- | ------------- |
| Silvano Chesani   | Hochsprung | 2,25 m        | 22            | ausgeschieden | ausgeschieden |
| Fabrizio Donato   | Dreisprung | 16,88 m       | 10            | 16,77 m       | 10            |
| Fabrizio Schembri | Dreisprung | 16,71 m       | 14            | ausgeschieden | ausgeschieden |
| Nicola Vizzoni    | Hammerwurf | 76,74 m       | 8             | 77,04 m       | 8             |

### Frauen

#### Laufdisziplinen
| Athletin                                                       | Disziplin    | Vorlauf        | Vorlauf | Halbfinale    | Halbfinale    | Finale        | Finale        |
| Athletin                                                       | Disziplin    | Zeit           | Platz   | Zeit          | Platz         | Zeit          | Platz         |
| -------------------------------------------------------------- | ------------ | -------------- | ------- | ------------- | ------------- | ------------- | ------------- |
| Marta Milani                                                   | 400 m        | 51,94 s SB     | 12      | 51,86 s PB    | 13            | ausgeschieden | ausgeschieden |
| Marzia Caravelli                                               | 100 m Hürden | 13,29 s        | 26      | ausgeschieden | ausgeschieden | ausgeschieden | ausgeschieden |
| Manuela Gentili                                                | 400 m Hürden | 56,71 s        | 25      | ausgeschieden | ausgeschieden | ausgeschieden | ausgeschieden |
| Elisa Rigaudo                                                  | 20 km Gehen  |                |         |               |               | 1:30:44 h SB  | Bronze        |
| Chiara Bazzoni Maria Enrica Spacca Libania Grenot Marta Milani | 4 × 400 m    | 3:26,48 min SB | 8       |               |               | ausgeschieden | ausgeschieden |

#### Sprung/Wurf
| Athletin              | Disziplin      | Qualifikation | Qualifikation | Finale        | Finale        |
| Athletin              | Disziplin      | Weite/Höhe    | Platz         | Weite/Höhe    | Platz         |
| --------------------- | -------------- | ------------- | ------------- | ------------- | ------------- |
| Antonietta Di Martino | Hochsprung     | 1,95 m        | 1             | 2,00 m        | Bronze        |
| Raffaella Lamera      | Hochsprung     | 1,85 m        | 25            | ausgeschieden | ausgeschieden |
| Anna Giordano Bruno   | Stabhochsprung | 4,40 m        | 22            | ausgeschieden | ausgeschieden |
| Simona La Mantia      | Dreisprung     | 14,06 m       | 15            | ausgeschieden | ausgeschieden |
| Chiara Rosa           | Kugelstoßen    | 18,28 m       | 14            | ausgeschieden | ausgeschieden |
| Silvia Salis          | Hammerwurf     | 69,82 m       | 10            | 69,88 m       | 9             |
| Zahra Bani            | Speerwurf      | 58,92 m       | 14            | ausgeschieden | ausgeschieden |

#### Siebenkampf
| Athletin         | Disziplin | 100 m Hürden | Hochsprung | Kugelstoßen | 200 m   | Weitsprung | Speerwurf  | 800 m       | Punkte | Platz |
| ---------------- | --------- | ------------ | ---------- | ----------- | ------- | ---------- | ---------- | ----------- | ------ | ----- |
| Francesca Doveri | Ergebnis  | 13,44 s SB   | 1,71 m SB  | 11,76 m     | 25,45 s | 6,09 m     | 35,09 m SB | 2:13,14 min | 5786   | 22    |
| Francesca Doveri | Punkte    | 1059         | 867        | 645         | 846     | 877        | 573        | 919         | 5786   | 22    |